# Zoran Kulić
Zoran Kulić, cyr. Зоран Кулић (ur. 19 sierpnia 1975 w Belgradzie, Jugosławia) – serbski piłkarz, grający na pozycji pomocnika.

## Kariera piłkarska

### Kariera klubowa
W latach 1994–2000 bronił barw klubów FK Jedinstvo Surčin, FK Hajduk Kula, FK Bečej, Sileks Kratowo i FK Mladost Lučani. 2 stycznia 2001 razem z Goranem Gavranciciem podpisał 5-letni kontrakt z Dynamem Kijów. Fizycznie zbudowany centralny pomocnik jednak nie potrafił zagrać w podstawowym składzie Dynama i występował w drugiej drużynie Dynamo-2 Kijów. Po półrocznych występach (według słuchów pobił się z innym piłkarzem Dynama) został zwolniony z drużyny. Potem wrócił do Serbii, gdzie występował w klubach FK Mladost Lučani, FK Smederevo i FK Banat Zrenjanin.